# Fiema-Boabeng Monkey Sanctuary

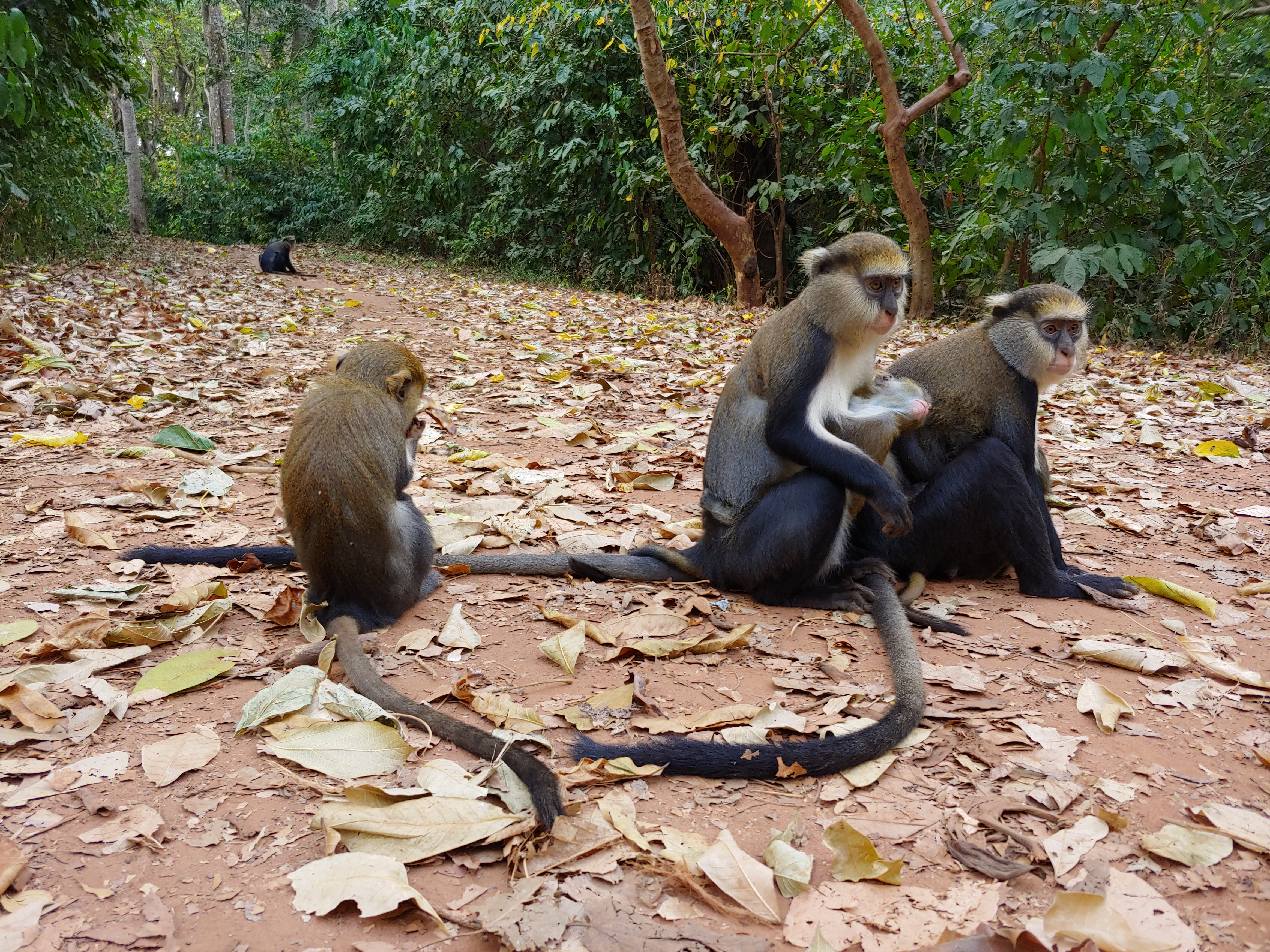
Koczkodany liberyjskie z Fiema-Boabeng Monkey Sanctuary

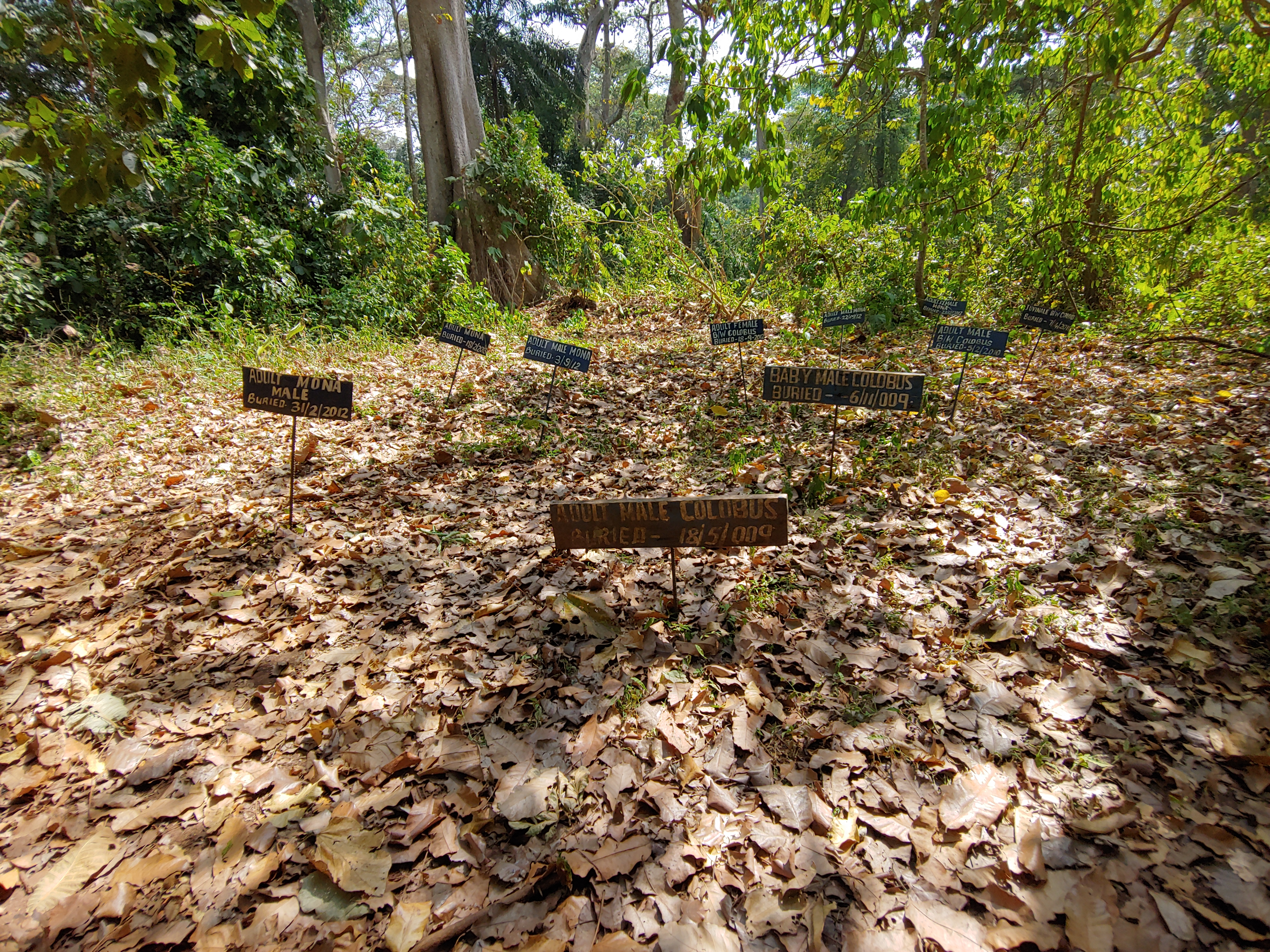
Małpi cmentarz w Fiema-Boabeng Monkey Sanctuary

Fiema-Boabeng Monkey Sanctuary – rezerwat przyrody o powierzchni 80 ha położony między dwiema wsiami Boabeng i Fiema w regionie Brong-Ahafo w Ghanie. Jest najsławniejszym przykładem tradycyjnej afrykańskiej ochrony przyrody w kraju i jest domem dla ponad 200 małp z gatunku gereza niedźwiedzia (ang. Geoffroy’s black-and-white colobus, łac. Colobus vellerosus) oraz 500 koczkodanów liberyjskich (ang. Campbell’s mona monkey, łac. Cercopithecus campbelli) z rodziny makakowatych.
Od ponad 150 lat ludzie wiosek Boabeng i Fiema uważali małpy za święte. Tradycyjna wiara w obu wspólnotach zakazuje krzywdzić małpy. Ponadto obydwie wspólnoty w 1975 przyjęły nowoczesną lokalną ustawę o ochronie małp.